# Bahr al-Arab
Bahr al-Arab (Rzeka Arabów, w języku ludu Dinków nosi nazwę Kiir) – rzeka w Sudanie i Sudanie Południowym. Wypływa na wyżynie Azande położonej w środkowej Afryce, zbudowanej ze skał prekambryjskich (jej wysokość dochodzi do 1400 m n.p.m.). Bahr al-Arab to jeden ze źródłowych dopływów rzeki Bahr el Ghazal, długości około 800 kilometrów. W okresach suszy niesie bardzo mało wody. 
Tworzy połączenie z rzeką Jur. Ich zlewisko, wraz z Bahr al-Ghazal, rozciąga się na obszarze 851 459 km² i sięga od granic Republiki Środkowoafrykańskiej po pustynny region Darfuru.
Nad brzegami Bahr al-Arab toczyły się zacięte walki podczas drugiej wojny domowej w Sudanie.